# 코니 브리튼
코니 브리턴(영어: Connie Britton, 1967년 3월 6일 ~ )은 미국의 배우이다.

## 출연 작품

### 영화
- 맥멀렌가의 형제들 (1995, The Brothers McMullen)
- 프라이데이 나이트 라이츠 (2004)
- 라스트 윈터 (2006)
- 나이트메어 (2010)
- 세상의 끝까지 21일 (2012)
- 더 투 두 리스트 (2013)
- 당신 없는 일주일 (2014)
- 나와 친구, 그리고 죽어가는 소녀 (2015)
- 아메리칸 울트라 (2015)
- 베아트리스 앳 디너 (2017)
- 원더우먼 스토리 (2017)
- 야생마와 죄수 (2019)
- 밤쉘: 세상을 바꾼 폭탄선언 (2019)
- 프라미싱 영 우먼 (2020)
- 굿 조 벨 (2020)
- 럭키스트 걸 얼라이브 (2022) - 디나 역

### 텔레비전
- 이야기 도시 (1996-2000)
- 도망자 (2000-01)
- 웨스트 윙 (2001)
- 24 (2006)
- 프라이데이 나이트 라이츠 (2006-11)
- 아메리칸 호러 스토리: 저주받은 집 (2011)
- 내슈빌 (2012-18)
- 드렁크 히스토리 (2013)
- 패밀리 가이 (2014) - 목소리
- O. J. 심슨 파일: 아메리칸 크라임 스토리 (2016)
- 아메리칸 대드! (2017)
- 아메리칸 호러 스토리: 종말 (2018)
- 9-1-1 (2018, 2020)
- 화이트 로투스 (2021)